# Philip Bialowitz
Philip Bialowitz (en polonais : Filip Białowicz, né le 25 novembre 1925 ou 1929 à Izbica, mort le 6 août 2016) est un résistant et survivant de la Shoah.

## Biographie
Il est déporté au camp d'extermination de Sobibor en janvier 1943. Il est affecté au Bahnofskommando le commando de la gare.Il participe avec son frère le 14 octobre 1943 à la Révolte de Sobibor. Après avoir erré dans le district de Lublin, ils sont cachés par un couple de Polonais jusqu'à l'arrivée de l'Armée rouge. Après la guerre il se marie, s'installe aux États-Unis et y exerce le métier de joaillier. Il témoigne pour l'accusation dans le procès de John Demjanjuk en 2010. Il publie un livre autobiographique Une promesse à Sobibor.
Il est le dernier survivant Juif polonais du camp d'extermination de Sobibor.